# ロードアイランド州の都市圏の一覧

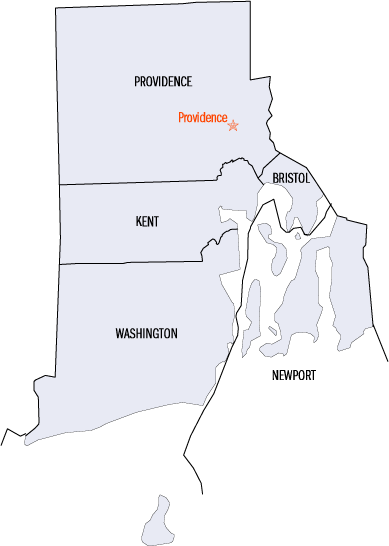
ロードアイランド州の5郡を示す地図

本項目はロードアイランド州の都市圏の一覧（ロードアイランドしゅうのとしけんのいちらん）である。
アメリカ合衆国国勢調査局は、ロードアイランド州に合同統計地域（CSA/広域都市圏）1ヶ所、および大都市統計地域（MSA/都市圏）1ヶ所を定義している。下表には、左列より以下の情報を示す。
- 合同統計地域（定義されている場合）の名称
- 合同統計地域の人口
- コアベース統計地域（大都市統計地域および小都市統計地域）の名称
- コアベース統計地域の人口
- 各統計地域に含まれる郡の名称
- 各統計地域に含まれる郡の人口

下表の通り、ロードアイランド州の5郡は、すべて州都プロビデンス市を中心としたプロビデンス・ウォーウィック都市圏に含まれている。全米50州の中で、州全土が1都市圏の中に含まれている州は、ロードアイランド州ただ1州だけである。
なお、下表においては、ロードアイランド州と他州にまたがる合同統計地域およびコアベース統計地域については、名称と統計地域の総人口を青緑色で、ロードアイランド州内の人口を黒色でそれぞれ示す。また、他州のコアベース統計地域および郡については、その名称と人口を緑色でそれぞれ示す。
下表における人口の数値はすべて2020年に行われた国勢調査時のものである。また、合同統計地域、コアベース統計地域（大都市統計地域・小都市統計地域）のいずれも、2023年7月21日時点での定義に従う。
| 合同統計地域                                 | 人口                | コアベース統計地域                       | 人口                | 郡                                     | 人口      |
| -------------------------------------------- | ------------------- | ---------------------------------------- | ------------------- | -------------------------------------- | --------- |
| ボストン・ウースター・プロビデンス広域都市圏 | 8,349,768 1,097,379 | ボストン・ケンブリッジ・ニュートン都市圏 | 4,941,632           | マサチューセッツ州ミドルセックス郡     | 1,632,002 |
| ボストン・ウースター・プロビデンス広域都市圏 | 8,349,768 1,097,379 | ボストン・ケンブリッジ・ニュートン都市圏 | 4,941,632           | マサチューセッツ州エセックス郡         | 809,829   |
| ボストン・ウースター・プロビデンス広域都市圏 | 8,349,768 1,097,379 | ボストン・ケンブリッジ・ニュートン都市圏 | 4,941,632           | マサチューセッツ州サフォーク郡         | 797,936   |
| ボストン・ウースター・プロビデンス広域都市圏 | 8,349,768 1,097,379 | ボストン・ケンブリッジ・ニュートン都市圏 | 4,941,632           | マサチューセッツ州ノーフォーク郡       | 725,981   |
| ボストン・ウースター・プロビデンス広域都市圏 | 8,349,768 1,097,379 | ボストン・ケンブリッジ・ニュートン都市圏 | 4,941,632           | マサチューセッツ州プリマス郡           | 530,819   |
| ボストン・ウースター・プロビデンス広域都市圏 | 8,349,768 1,097,379 | ボストン・ケンブリッジ・ニュートン都市圏 | 4,941,632           | ニューハンプシャー州ロッキンガム郡     | 314,176   |
| ボストン・ウースター・プロビデンス広域都市圏 | 8,349,768 1,097,379 | ボストン・ケンブリッジ・ニュートン都市圏 | 4,941,632           | ニューハンプシャー州ストラッフォード郡 | 130,889   |
| ボストン・ウースター・プロビデンス広域都市圏 | 8,349,768 1,097,379 | プロビデンス・ウォリック都市圏           | 1,676,579 1,097,379 | プロビデンス郡                         | 660,741   |
| ボストン・ウースター・プロビデンス広域都市圏 | 8,349,768 1,097,379 | プロビデンス・ウォリック都市圏           | 1,676,579 1,097,379 | マサチューセッツ州ブリストル郡         | 579,200   |
| ボストン・ウースター・プロビデンス広域都市圏 | 8,349,768 1,097,379 | プロビデンス・ウォリック都市圏           | 1,676,579 1,097,379 | ケント郡                               | 170,363   |
| ボストン・ウースター・プロビデンス広域都市圏 | 8,349,768 1,097,379 | プロビデンス・ウォリック都市圏           | 1,676,579 1,097,379 | ワシントン郡                           | 129,839   |
| ボストン・ウースター・プロビデンス広域都市圏 | 8,349,768 1,097,379 | プロビデンス・ウォリック都市圏           | 1,676,579 1,097,379 | ニューポート郡                         | 85,643    |
| ボストン・ウースター・プロビデンス広域都市圏 | 8,349,768 1,097,379 | プロビデンス・ウォリック都市圏           | 1,676,579 1,097,379 | ブリストル郡                           | 50,793    |
| ボストン・ウースター・プロビデンス広域都市圏 | 8,349,768 1,097,379 | ウースター都市圏                         | 862,111             | マサチューセッツ州ウースター郡         | 862,111   |
| ボストン・ウースター・プロビデンス広域都市圏 | 8,349,768 1,097,379 | マンチェスター・ナシュア都市圏           | 422,937             | ニューハンプシャー州ヒルズボロ郡       | 422,937   |
| ボストン・ウースター・プロビデンス広域都市圏 | 8,349,768 1,097,379 | バーンスタブルタウン都市圏               | 228,996             | マサチューセッツ州バーンスタブル郡     | 228,996   |
| ボストン・ウースター・プロビデンス広域都市圏 | 8,349,768 1,097,379 | コンコード小都市圏                       | 153,808             | ニューハンプシャー州メリマック郡       | 153,808   |
| ボストン・ウースター・プロビデンス広域都市圏 | 8,349,768 1,097,379 | ラコニア小都市圏                         | 63,705              | ニューハンプシャー州ベルナップ郡       | 63,705    |

## 註
1. ↑  QuickFacts. U.S. Census Bureau. 2020年.
2. ↑  OMB Bulletin No. 23-01, Revised Delineations of Metropolitan Statistical Areas, Micropolitan Statistical Areas, and Combined Statistical Areas, and Guidance on Uses of the Delineations of These Areas. Office of Management and Budget. 2023年7月21日.